# UVK Verlag
Der UVK Verlag ist ein Wissenschaftsverlag mit den Schwerpunkten Wirtschaftswissenschaften, Tourismus, Soziologie, Politik und Sport. Er wurde 1963 als Universitätsverlag Konstanz gegründet und ist seit 2018 Teil des Narr Francke Attempto Verlags.

## Geschichte
1963 wurde der Universitätsverlag Konstanz – noch vor der Gründung der Universität Konstanz – ins Leben gerufen. Der Verlag versteht sich als publizistischer Begleiter der Universität, ohne jedoch juristisch oder wirtschaftlich mit der Universität verbunden zu sein. Zahlreiche Publikationen aus den verschiedensten Fachbereichen der Universität erschienen in den nächsten Jahren und prägten das Profil des Verlages. Besonders die Konstanzer Universitätsreden fanden Beachtung.

### Sparte Medien- und Kommunikationswissenschaften
1994 verlieh der Kauf des Medienprogramms des Verlags Ölschläger dem Gesamtprogramm ein neues Gewicht in Kommunikationswissenschaft und Journalismus. Deshalb wurde 1995 die UVK Medien Verlagsgesellschaft gegründet, in der das kommunikationswissenschaftliche Programm des Universitätsverlages und das komplette Medienprogramm des Verlags Ölschläger unter einem Dach zusammengefasst wurden. So entstand einer der führenden Fachbuchverlage im Bereich Kommunikation/Medien und Journalismus. Auch der UVK Universitätsverlag Konstanz entwickelte sich zügig weiter, vor allem in den Bereichen Sozialwissenschaften und Regionalgeschichte. Im Bereich der französischen Soziologie machte der Verlag besonders auf sich aufmerksam.
2001 wurde die UVK Medien Verlagsgesellschaft kurz in UVK Verlagsgesellschaft umbenannt. Ihr heutiges Programm mit mehr als 800 lieferbaren Titeln setzt sich aus dem bereits bestehenden Medienprogramm und aus Programmsegmenten des UVK Universitätsverlags Konstanz neu zusammen. Es ist ein Verlag entstanden, der wissenschaftlich fundierte Literatur in den Bereichen Sozialwissenschaften, Kommunikationswissenschaft sowie Geschichts- und Kulturwissenschaft publiziert und außerdem Praxisliteratur für Journalisten und PR-Fachleute anbietet. Mit der Übernahme der Reihe Produktionspraxis Film vom Bleicher Verlag sowie der Aufnahme von Film-Titeln der früheren TR-Verlagsunion baut der Verlag sein Fachbuchprogramm weiter aus und positioniert sich auch hier mit praxisorientierten Ratgebern im Segment Film.
Seit Juli 2002 ist die UVK Verlagsgesellschaft auch Gesellschafter bei UTB. Im Januar 2011 hat UVK das komplette UTB Programm von Lucius & Lucius mit den Programmschwerpunkten Wirtschaft und Soziologie übernommen. Der Sitz der Redaktion für den Bereich Wirtschaft ist München.

### Neuausrichtung 2017
2017 wurden das Fachbuchprogramm Journalismus/PR und Film sowie alle wissenschaftlichen Publikationen der Kommunikations- und Medienwissenschaft und der Soziologie im Februar an den Herbert von Halem Verlag verkauft. Anschließend konzentrierte sich UVK auf die Themenschwerpunkte
- Wirtschaftstitel für Management, Tourismus & Sport, Information & Technik sowie Studium
- die Programmbereiche Wirtschaftswissenschaften und Geschichte
- das Lehrbuchprogramm für die utb.

Die Redaktion für das utb-Programm sowie die Fachbücher aus den Bereichen Wirtschaft, Tourismus und Sport sitzt nunmehr in München.

### Verlagsentwicklung seit 2018
2018 übernahm der Narr Francke Attempto Verlag sämtliche Inhalte aus dem UVK Verlag. Der Deal umfasste rund 400 Titel (Fachbuch, Lehrbuch) aus den Bereichen Wirtschaft, Tourismus, Gesundheit, Politik, Medien und Sozialwissenschaften – und etwa 50 Novitäten pro Jahr. Mit seinen Titeln erweitert der UVK Verlag das bisher nur geisteswissenschaftlich geprägte Verlagsprogramm von Narr Francke Attempto.
Der Verlagsstandort in München blieb erhalten. Die Geschäftsleitung der neuen Verlagsgemeinschaft liegt bei Sonja Narr und Robert Narr, für den Unternehmensbereich UVK Verlag ist Jürgen Schechler verantwortlich. Der bisherige UVK-Geschäftsführer Walter Engstle bleibt dem Unternehmen stiller Gesellschafter.

## Programm
UVK veröffentlicht Fach- und Lehrbücher sowie wissenschaftliche Literatur zu den Themen Wirtschaft & Management, Soziologie, Geschichte & Politik, Medien & Kommunikation, Tourismus & Event, Gesundheit & Sport sowie Ratgeber für das Studium und den Berufseinstieg.
Seit 2020 veröffentlicht der UVK Verlag gemeinsam mit der GPM Gesellschaft für Projektmanagement e. V. die Fachzeitschrift Projektmanagement aktuell.